# Alexandre-Emile Béguyer de Chancourtois

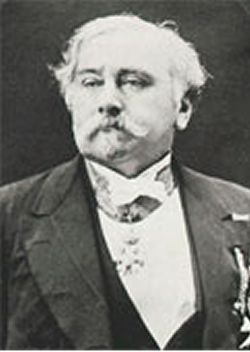
Alexandre-Emile Béguyer de Chancourtois.

Alexandre-Emile Béguyer de Chancourtois (* 20. Januar 1819 in Paris; † 14. November 1886 ebenda) war ein französischer Chemiker und Geologe.

## Leben
Béguyer de Chancourtois war der Sohn eines Architekten und studierte ab 1838 an der École polytechnique und danach ab 1840 an der École des Mines de Paris, wo seine Lehrer Élie de Beaumont, Ours-Pierre-Armand Petit-Dufrénoy und der Metallurg Frédéric Le Play (1806–1882) waren und er den Rest seiner Karriere als Assistent des führenden französischen Geologen Élie de Beaumont war. Er unternahm nach dem Studium eine Forschungsreise nach Ungarn, Rumänien, Armenien und der Türkei (wo er im Auftrag seiner Lehrer Erzlagerstätten und die Geologie erkundete). Ab 1848 unterrichtete er an der École des Mines, ab 1856 als Assistenzprofessor unter De Beamont (den er aber erst ab 1862 wirklich in den Vorlesungen ersetzte) und ab 1875 als dessen Nachfolger als Professor für Geologie (und Markscheidewesen), was er bis zu seinem Tod blieb (allerdings ab 1885 durch Marcel Alexandre Bertrand unterstützt). Er betreute die Sammlungen der École des Mines, war an geologischen Karten auch aus Übersee beteiligt und Unter-Direktor des Dienstes der geologischen Karte Frankreichs und war auch mit Frédéric Le Play verbunden, den er bei der Organisation der ersten Weltausstellung 1855 unterstützte und für den er industrielle Statistiken erstellte. Er schlug die Einrichtung seismographischer Stationen vor, verbesserte die Sicherheit in Bergwerken (Belüftung und Schutz vor Explosionen).
Um ein Betätigungsfeld unabhängig von seinen Lehrern zu finden, wandte er sich der Geographie zu und war lange bemüht, auf internationaler Ebene ein von der britischen Dominanz unabhängiges geographisches System (mit einem Null-Meridian im Atlantik (Meridian von Saint-Michel) und metrischem System) einzuführen. Da der Null-Meridian aber eines Observatoriums bedurfte setzte sich am Ende Greenwich durch. Ein weiteres ebenso erfolgloses Projekt war die Einführung eines internationalen Lautumschriftsystems in der Geographie.
Nach dem Tod von De Beaumont 1874 schwand auch der Einfluss seiner Schule in Frankreich rasch zugunsten insbesondere seines britischen Gegenspielers Charles Lyell. Das wirkte sich auch auf De Chancourtois aus, obwohl er bis zuletzt offiziell in hohem Ansehen stand. Er wurde Kommandeur der Ehrenlegion (1867, schon 1856 war er deren Offizier), wurde Titularprofessor und Ingénieur général des mines. Der Posten des Unter-Direktors des Dienstes der geologischen Karte Frankreichs wurde ihm aber 1875 entzogen.

## Vorstufe zum Periodensystem der Elemente
1862 erkannte er als einer der Ersten eine Periodizität bei den chemischen Elementen und erdachte ein Klassifikationssystem (tellurische Helix oder tellurische Schraube), nach dem die bis dahin bekannten chemischen Elemente entsprechend ihren Atommassen schraubenförmig auf einem Zylinder eingetragen wurden, so dass jeweils Elemente mit ähnlichen Eigenschaften senkrecht übereinander auftauchten. Der englische Chemiker John A. R. Newlands (1837–1898) beschrieb darauf eine Achterperiodizität ähnlicher Elemente als Oktaven-Regel.

## Schriften
- Études stratigraphiques sur le départ de la Haute-Marne. Paris, 1862.